# القاضي الفيدرالي للولايات المتحدة
يُقصد بعبارة القاضي الفدرالي القاضي (وفقًا للمادة الثالثة من دستور الولايات المتحدة) الذي يعينه رئيس الولايات المتحدة ويؤكده مجلس الشيوخ الأمريكي وفقًا لبند التعيينات في المادة الثانية من دستور الولايات المتحدة. النظام القضائي الأميركي نظام معقد، والسبب الرئيسي وراء التعقيد هو أن البلاد تكونت أصلا من ولايات مستقلة، وكان من الواجب توفير نظام قضائي لديه الإمكانية والأدوات لضمان تحقيق العدالة عبر أراضي الدولة، وفي الوقت نفسه منح الولايات هامشا كبيرا من الاستقلال في اتخاذ القرارات وتطبيقها قضائيا وإداريا.
بالإضافة إلى المحكمة العليا التي تعتبر أعلى هيئة قضائية في الولايات المتحدة، التي يتجاوز بعض جوانب اختصاصها السلطة الدستورية للكونغرس ويمكنها إيقاف قراراتها، أنشأ الكونغرس 13 محكمة استئناف والتي يطلق عليها أيضا محاكم الدوائر. يوجد في الولايات المتحدة 12 محكمة استئناف إقليمية يعمل بها 179 قاضي استئناف مفوّضا. وهذه المحاكم مسؤولة عن بحث القضايا المستأنفة من محاكم المقاطعات الفدرالية (وفي بعض الحالات، من الوكالات الإدارية) داخل حدود الدائرة. وأنشئت عام 1982 محكمة استئناف متخصصة هي الدائرة الفدرالية. كما يوجد محاكم المقاطعات التي أنشئت بموجب قانون تنص مادته الثانية على إنشاء 13 محكمة مقاطعة في عام 1789، لكنها ارتفعت أعداد المقاطعات وصلاحيتها مع دخول باقي الولايات الاتحاد الجديد، كما وصل عدد القضاة الذين يعينون على رأس كل محكمة إلى 649 عام 1990. فلدى جميع المقاطعات أكثر من  قاض واحد،
كما يشمل النظام القضائي الأميركي محاكم دستورية وأخرى تشريعية. والمحاكم الدستورية تضم كلا من المحكمة العليا ومحاكم الاستئناف ومحاكم المقاطعات الفدرالية، في حين تضم المحاكم التشريعية محكمة الاستئناف العسكرية الأميركية، ومحكمة ضرائب الولايات المتحدة، ومحكمة استئناف قدامى المحاربين.
لدى الولايات المتحدة أيضا منذ عام 1968 نظام قضاة الصلح، التي يطلق عليها أيضا قضاء التحكيم الابتدائي، والهدف من إنشائه تلبية احتياجات كل محكمة مقاطعة، حيث يقوم قضاة محاكم المقاطعات بتعيين قضاة الصلح لثمان سنوات، مع إمكان عزلهم، ويحددون لهم واجباتهم ومسؤولياتهم. لا يتم تعيينهم من طرف الرئيس أو الموافقة من قبل مجلس الشيوخ، وسلطتهم مستمدة من المادة الأولى.